# Lasiodora parahybana
Lasiodora parahybana oder Brasilianische Riesenvogelspinne ist eine Vogelspinnen-Art. Sie bewohnt Trockenwälder und Steppen im Paraíba-Gebiet im Osten Brasiliens.

## Merkmale
Mit einer Körpergröße von neun bis zehn Zentimeter ist sie eine der größten Spinnen weltweit. Sie erreicht eine Beinspannweite von bis zu 30 cm.
Die Spinne hat ein struppiges Erscheinungsbild mit langen und dichten rosa-beigen Haaren.  Ihre schwarze Grundfärbung spielt ein wenig ins Gräuliche.

## Verhalten
Lasiodora parahybana ist eine erdbewohnende Vogelspinne. In kälteren Monaten sowie während der Häutung und Brutpflege zieht sie sich in Wohnhöhlen zurück, die sie mit Spinnseide auskleidet.
Sie produziert Kokons mit bis zu 2000 Eiern. Die frisch geschlüpften Jungtiere sind deshalb im Vergleich zu anderen Vogelspinnenarten meistens sehr klein.
Die Spinnen sind reizbar und setzen ihre Abdominal-Brennhaare zur Verteidigung ein. Einem Angreifer kann die Spinne auch mit erhobenem Carapax und gespreizten Beißklauen entgegentreten und so eine Imponierstellung einnehmen. Sie beißt meistens aber nicht zu, sondern schlägt mit den Vorderbeinen nach dem vermeintlichen Fressfeind.

## Habitat
Sie lebt unter Wurzeln, Rindenstücken, Steinen oder Falllaub in Trockenwäldern und Strauchsteppen Ostbrasiliens. Sie kommt vor allem im Paraíba-Gebiet vor, das früher Parahyba hieß. So erklärt sich der Artname.

## Galerie

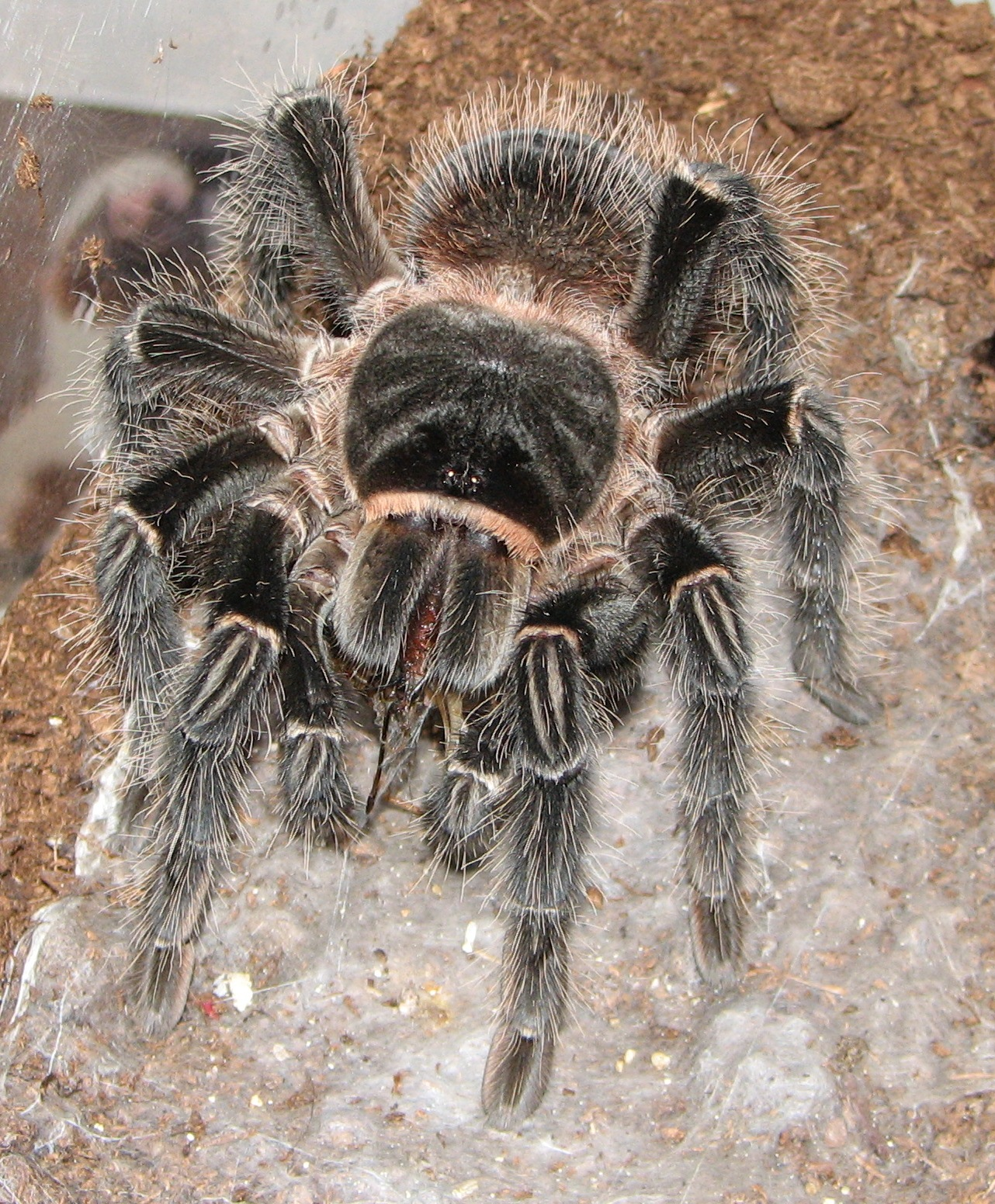
Lasiodora parahybana, fressendes Jungtier.
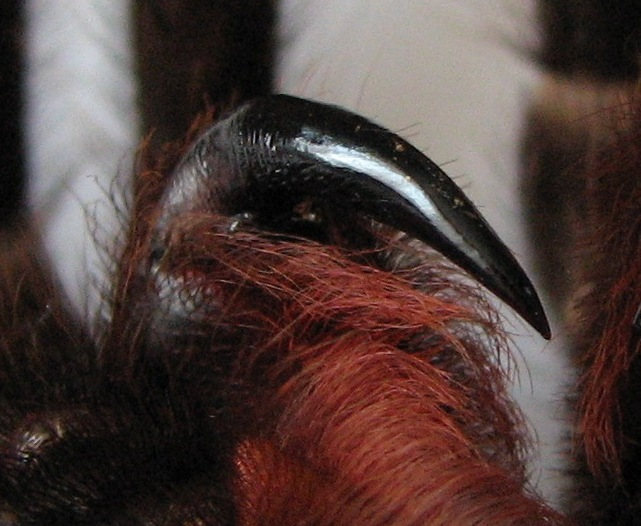
Eine Beißklaue von Lasiodora parahybana
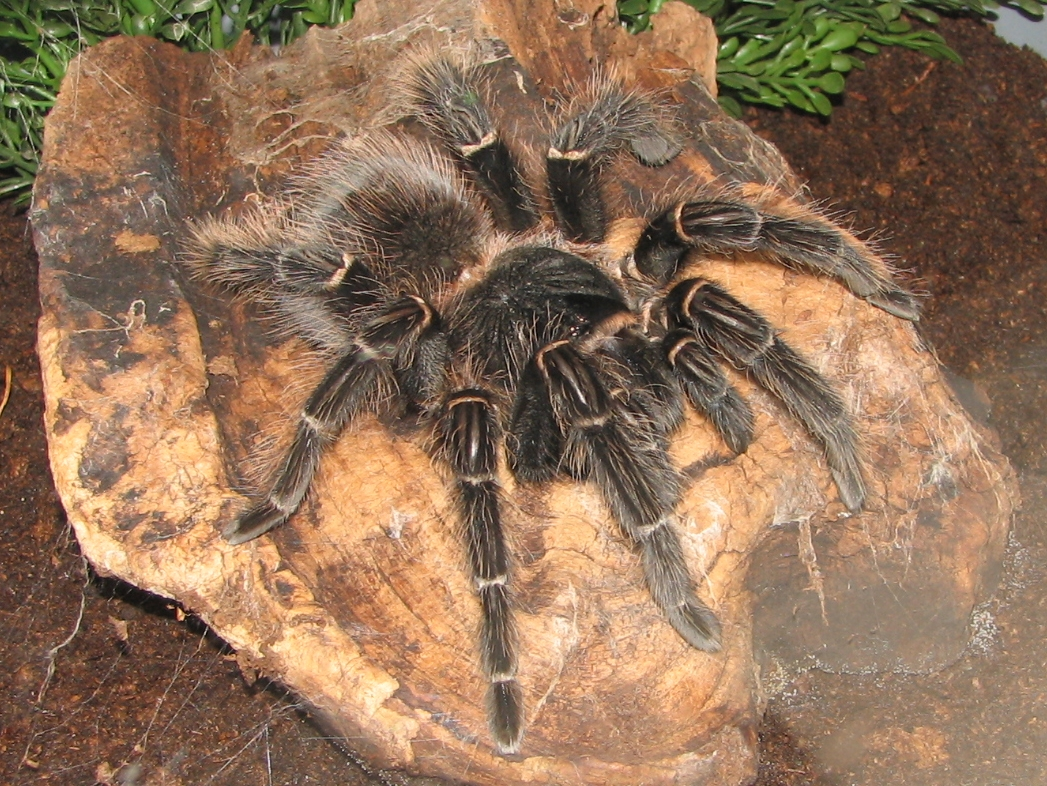
Lasiodora parahybana, Weibchen
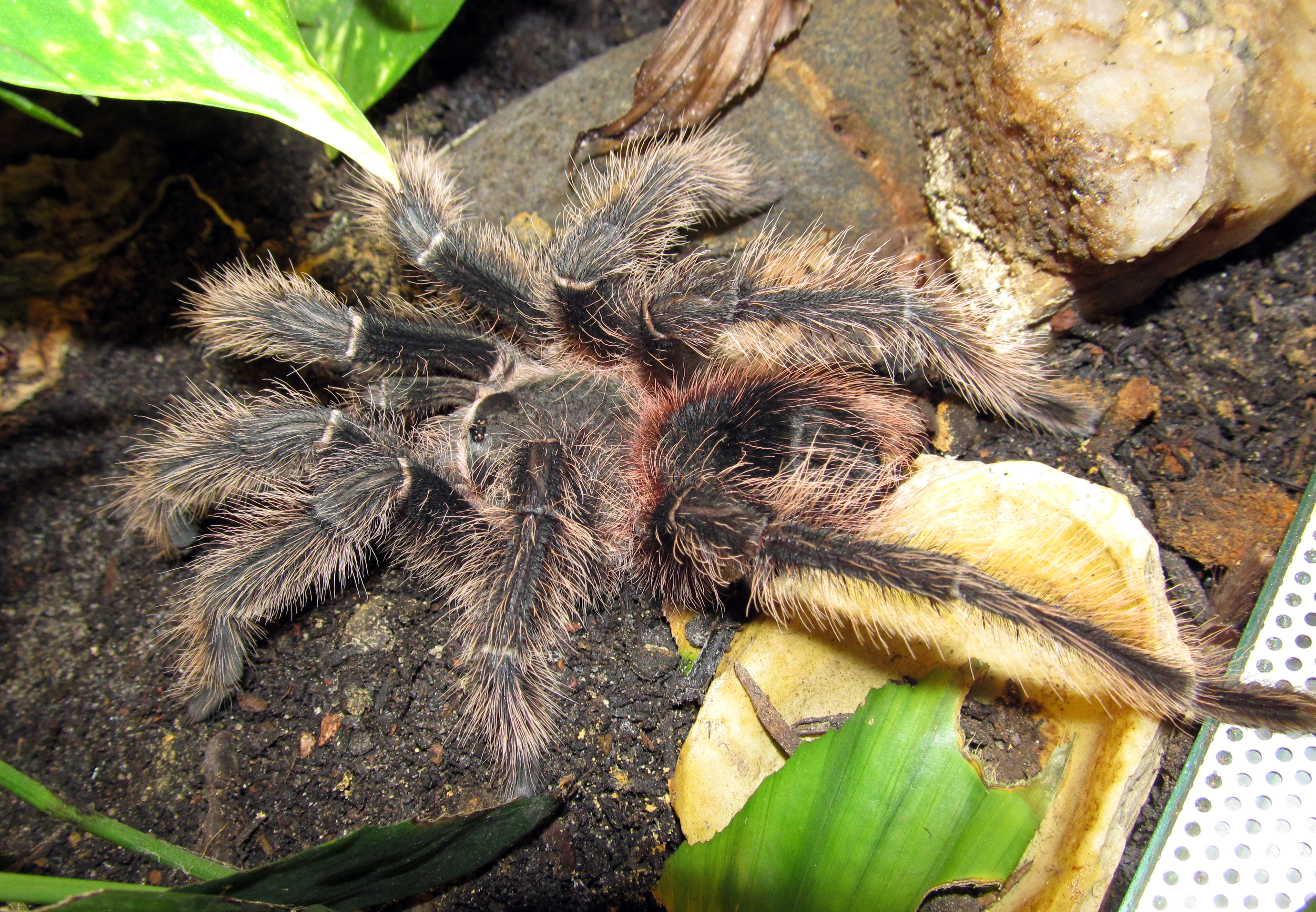
Lasiodora parahybana, ausgewachsenes Männchen